# 明道町
明道町（めいどうちょう、あけみちちょう）は、愛知県名古屋市西区にあった町名。
現在は西区新道、幅下周辺の通称で、全国最大規模の駄菓子問屋街である。

## 概要

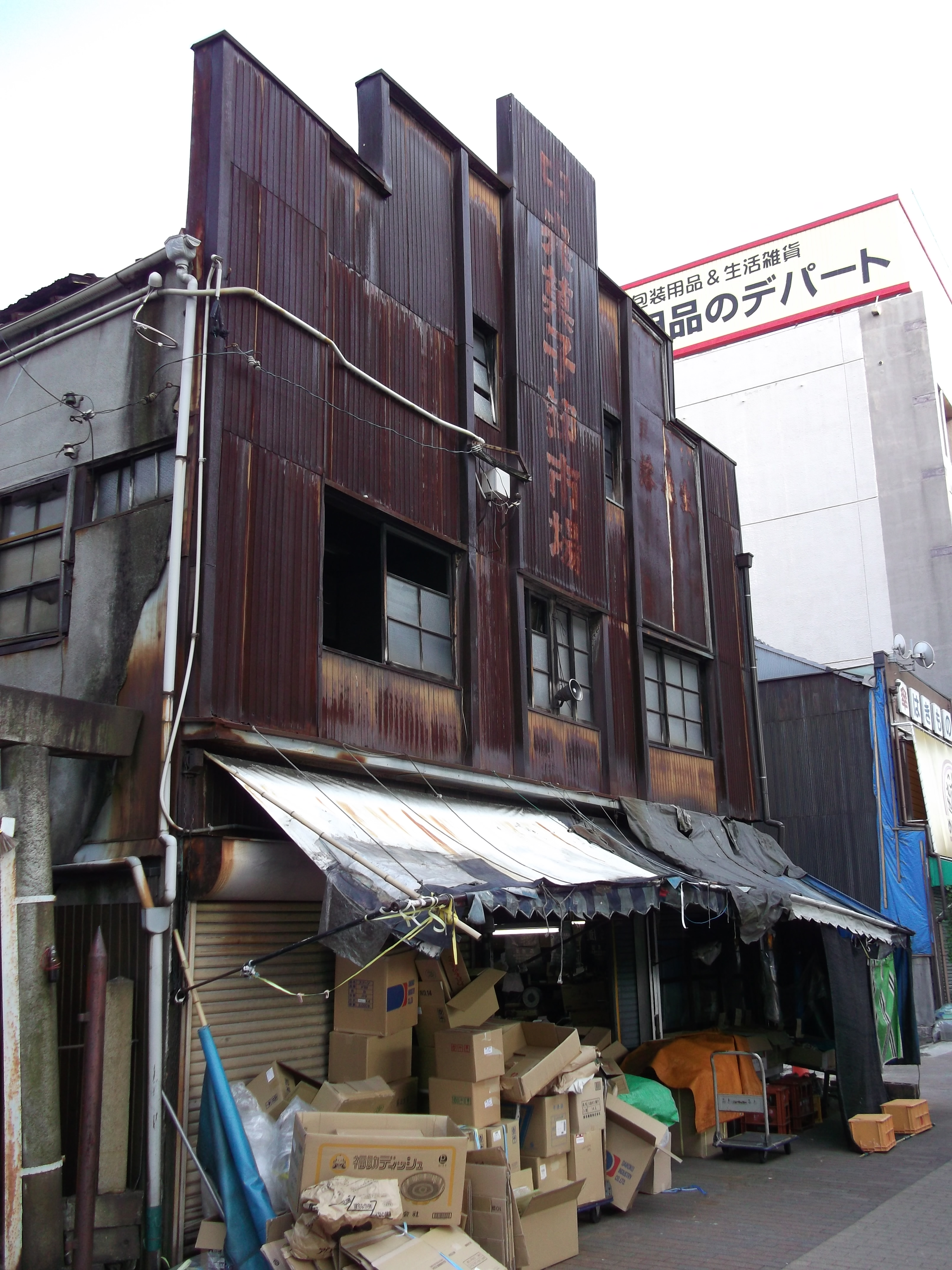
中央菓子卸売市場入口

名古屋駅桜通口から北東約1kmに位置する、全国最大規模の駄菓子問屋街。
名古屋城築城の労働者達に、疲労回復のために甘味菓子が売られたのが始まりとも、枇杷島市場へ集まる八百屋を相手に菓子を売ったのが始まりとも言われ、江戸時代に美濃路を通る旅人に、尾張藩の下級武士らが手内職として、煎餅や飴菓子等を作って文政時代の1818年～1830年頃に大いに栄えたと言われる。しかし本格的に盛況になったのは関東大震災の後で、被災地の首都東京の子供達にお菓子を供給した事から、全国的な菓子問屋街に成長したと言われている。
1971年（昭和46年）までは路面電車が走り多くの人達が菓子の製造と販売に携わり、通りには多くの菓子の店舗が並んでいた。かつては、多くの駄菓子問屋があり、1948年（昭和23年）に建てられた中京菓子玩具卸市場を中心に発展したが、現在は数十件だけとなり、中京菓子玩具卸市場が2000年（平成12年）に閉鎖したことで、以前の活気が薄れた。その後も、1951年（昭和26年）頃に建てられた中央菓子卸市場など周辺で問屋が多数営業しており、終戦直後からの雰囲気がそのままの形で残っている。
現在はここから全国の大半の小売店に駄菓子を出荷している。主に小売店対象の取引であるが、一般客に小売りをしてくれる問屋も多く、観光客の姿も見られる。名糖産業、春日井製菓、丸川製菓、カクダイ製菓、松山製菓、マコロン製菓、安部製菓、共親製菓、加藤製菓などの菓子メーカー（製菓会社）の本社も多数所在する。
また明道町・新道界隈には隅田神社、崇徳寺、西願寺、菊水観音、延命地蔵、貞養院遺跡などの神社や寺などがいくつかある。
1981年（昭和56年）の町名変更で明道町という地名は消えたが、バス停の名前や交差点名、都市高速の出入口名としては残っている。

## 歴史

### 沿革
- 1878年（明治11年）12月28日 - 愛知郡広井村のうち明道町・供器屋横町・刎釣瓶町・羽子板町・籠屋横町が合併し、明道町となる[1]。
- 1889年（明治22年）10月1日 - 市制施行に伴い、名古屋市明道町となる[1]。
- 1908年（明治41年）4月1日 - 行政区新設に伴い、西区所属となる[1]。
- 1938年（昭和13年）9月1日 - 志摩町の一部を編入[1]。
- 1981年（昭和56年）8月23日 - 全域が新道二丁目・那古野二丁目の各一部となり消滅[1]。

## 道路
- 江川線（名古屋市道江川線）
- 外堀通（愛知県道200号名古屋甚目寺線）